# Dag Hammarskjöld
Dag Hjalmar Agne Carl Hammarskjöld (n. 29 iulie 1905, Jönköping, Comitatul Jönköping, Suedia – d. 18 septembrie 1961, Ndola, Federația Rhodesia și Nyasaland) a fost un diplomat suedez iar între aprilie 1953 și până la moartea sa într-un accident de avion din septembrie 1961 a fost al doilea Secretar General al Organizației Națiunilor Unite.

## Biografie
Dag Hammarskjöld s-a născut la Jönköping în Suedia dar și-a petrecut cea mai mare parte a copilăriei la Uppsala. Era al patrulea și cel mai mic fiu al lui Hjalmar Hammarskjöld, prim-ministru al Suediei (1914-1917) și al lui Agnes Almquist. Dag Hammarskjöld a studiat la universitatea din Uppsala de unde a obținut o licență în drept și un masterat în economie politică. După această perioadă a studiilor, Hammarskjöld s-a mutat la Stockholmunde, în 1933, și-a susținut doctoratul la universitatea din capitala suedeză. 
Între 1930 și 1934 a fost numit într-o poziție de secretar într-o comisie guvernamentală, în anii următori Hammarskjöld ocupând o serie de funcții importante: de la secretar în Banca Suediei la sub-secretar de finanțe și apoi președinte al Băncii Suediei (1941-1948). În 1945 a fost numit consilier guvernamental pe probleme economico-financiare și a coordonat o serie de planuri menite să soluționeze problemele economice din Suedia postbelică.
În 1947 Hammarskjöld a intrat în Ministerul Suedez al Afacerilor Externe iar în 1949 a devenit secretar de stat pentru afaceri externe. A participat la conferința de la Paris, conferință care a fundamentat planul Marshall.  
În 1951 a devenit ministru fără portofoliu dar deși era parte a unui cabinet social-democrat el nu a devenit membru al niciunui partid.
În 1954 Hammarskjöld a ocupat locul tatălui său din Academia Suedeză. Dar în 1951 a devenit vice-președinte al delegației suedeze pe lângă Adunarea Generală a Organizației Națiunilor Unite devenind președinte al acestei delegații în 1952.

## Secretar-general al ONU
În 1953, după ce Trygve Lie și-a dat demisia din postul de secretar-general al ONU, Consiliul de Securitate a decis să-l recomande pe Dag Hammarskjöld pentru acest post, spre uimirea acestuia. A fost ales secretar-general pe 31 martie cu 10 voturi pentru dintr-un total de 11. 
În anul 1957 Hammarskjöld a fost reales în această funcție.
Hammarskjöld a reformat și reorganizat secretariatul ONU, încercând în același timp să-i confere o importanță mai mare.
În timpul mandatului său, Hammarskjöld a încercat să îmbunătățească relațiile dintre Israel și statele arabe. În 1955 s-a deplasat în China pentru a negocia eliberarea a 15 piloți americani care luaseră parte la războiul din Coreea și fuseseră capturați de chinezi.În anul următor Hammarskjöld a contribuit într-o manieră decisivă la înființarea primei misiuni de menținere a păcii care implica personal militar, misiunea United Nations Emergency Force (UNEF) din peninsula Sinai.

## Moartea
În anul 1960 fosta colonie belgiană Congo și-a declarat independența, dar la scurt timp a intrat într-o stare de război civil, război în care marile puteri (Statele Unite și URSS) sprijineau facțiuni opuse. ONU a intervenit în conflictul din Congo cu o misiune de menținere a păcii, Hammarskjöld făcând 4 vizite în această țară, în încercarea de a găsi o rezolvare a conflictului. Uniunea Sovietică a criticat politica ONU în Congo, cerând demisia lui Hammarskjöld și înlocuirea funcției de secretar-general al ONU cu o troikă reprezentând statele capitaliste, comuniste și nou-independente (și nealiniate). Hammarskjöld a intrat în conflict și cu interesele economice ale unor companii miniere belgiene care controlau producția din provincia rebelă Katanga.
În ultima din vizitele sale în Congo a încercat să negocieze o încetare a focului între trupele ONU și forțele din Katanga condusă de Moise Tshombe. În timp ce se deplasa în noaptea  de 17-18 septembrie 1961 pentru a se întâlni cu Moise Tshombe avionul lui s-a prăbușit în condiții misterioase lângă Ndola, Rhodesia de Nord (acum Zambia). 
În ciuda a numeroase speculații legate de cauzele prăbușirii avionului și de eventualii autori ai acestui act, aceste suspiciuni nu au fost confirmate.
Hammarskjöld a fost urmat în funcția de secretar-general al ONU de U Thant din Birmania.
Dag Hammarskjöld a fost laureat postum (în 1961), cu Premiului Nobel pentru Pace ca recunoaștere a eforturilor sale pentru promovarea păcii.
Singura lui carte, Vägmärken (Markings), a fost publicată în 1963. În această carte-jurnal, o colecție a reflecțiilor sale, Hammarskjöld se dovedește a fi un creștin preocupat de mistică.
Biblioteca din cadrul sediului ONU din New York îi poartă numele.